# 발렌시아 BC
발렌시아 바스켓 클럽(Valencia Basket Club)은 스페인 발렌시아를 연고로 하는 프로농구단이다.

## 같이 보기
- 발렌시아 CF